# Rio Conceição (vattendrag i Brasilien, Rio Grande do Sul)
Rio Conceição är ett vattendrag i Brasilien.   Det ligger i delstaten Rio Grande do Sul, i den södra delen av landet, 1 500 km söder om huvudstaden Brasília.
Trakten runt Rio Conceição består till största delen av jordbruksmark. Runt Rio Conceição är det glesbefolkat, med 20 invånare per kvadratkilometer.